# My Science Project
My Science Project  (br:A Máquina do Outro Mundo/pt:Projecto Científico) é um filme estadunidense, do ano de 1985, dos gêneros ficção científica, aventura e comédia, dirigido por Jonathan R. Betuel.

## Enredo
Com a chegada do fim do prazo para entregar o trabalho de ciências na escola, um estudante invade uma instalação militar desativada e encontra um estranho dispositivo em forma de bola feito de cristal. Acidentalmente, ele liga o aparelho, que havia sido retirado de um UFO acidentado e, é transportado junto com sua turma para o passado pois o equipamento é um transportador temporal.

## Elenco
| Nome                 | Personagem            |
| -------------------- | --------------------- |
| John Stockwell       | Michael 'Mike' Harlan |
| Danielle von Zerneck | Ellie Sawyer          |
| Fisher Stevens       | Vince Latello         |
| Raphael Sbarge       | Sherman               |
| Richard Masur        | Detetive Jack Nulty   |
| Barry Corbin         | Lew Harlan            |
| Ann Wedgeworth       | Dolores               |
| Dennis Hopper        | Bob Roberts           |
| Candace Silvers      | Irene                 |
| Beau Dremann         | Matusky               |
| Pat Simmons          | Crystal               |
| Robert Beer          | Presidente Eisenhower |
| Chuck Hemingway      | Coy                   |
| Matt Hoelscher       | Preppie               |
| Joel Harrison        | Wino                  |
| John Vidor           | Jock #1               |
| Vincent Barbour      | Jock #2               |
| Jaime Alba           | Jock #3               |
| John Carter          | General               |
| Cameron Young        | Assessor do general   |
| Noel Conlon          | Serviço secreto       |
| Jackson Bostwick     | Sentinela             |
| Robert DoQui         | Sargento na mesa      |
| Elven Havard         | Bombeiro              |
| Linda Hoy            | Bibliotecário         |
| Robin Allyn          | Amiga da Ellie        |

## Outros nomes do filme
| Nome                               | País(es)           |
| ---------------------------------- | ------------------ |
| Future Project - Das Geheimprojekt | Alemanha Ocidental |
| Les aventuriers de la 4e dimension | França             |
| Oi tyhodioktes tis 4is diastasis   | Grécia             |
| Ritorno alla quarta dimensione     | Itália             |
| Time Busters                       | Dinamarca          |